# Clusiodes femoratus
Clusiodes femoratus är en tvåvingeart som beskrevs av Mitsuhiro Sasakawa 1987. Clusiodes femoratus ingår i släktet Clusiodes och familjen träflugor. Inga underarter finns listade i Catalogue of Life.